# GL 5040/5140
Der GL 5040/5140 ist ein Granatwerfer (englisch grenade launcher, daher GL) als Unterlauf-Anbauwaffe für Sturmgewehre, auch Unterlauf-Granatwerfer genannt.
Die Waffe wurde für das Stgw 90 bzw. SIG 550/551 konzipiert und kann an diese automatischen Schusswaffen ohne Werkzeug montiert werden. Das Modell GL 5040 ist für das SIG 550 sowie der GL 5140 für das SIG 551 vorgesehen.
Der Granatwerfer verschießt alle low-velocity Granaten im 40-mm-NATO-Standard-Kaliber im Einzelschuss. Zum Laden wird der Verschluss nach hinten geschoben, womit die Granate in den Lauf geschoben werden kann. Anschließend wird der Verschluss nach hinten gezogen und verriegelt, womit der Granatwerfer schussbereit ist. Für das Sturmgewehr existiert ein anbaubares Klappvisier. Da die Mündungsgeschwindigkeit handgeführter Granatwerfer recht gering ist, muss die Granate in einer ballistischen Flugbahn in das Ziel gebracht werden.
Die Treffgenauigkeit beträgt laut Hersteller 150 mm zur Seite und 240 mm zur Höhe bei einer Entfernung von 100 m.

## Technische Daten
GL 5040 / GL 5140
- Typ: Unterlauf-Granatwerfer
- Kaliber: 40 mm
- Funktionsprinzip: Einzellader
- Mündungsgeschwindigkeit: 75 m/s
- Waffengewicht: 1,7 kg
- Gesamtlänge: 432 mm
- Lauflänge: 305 mm
- Drall-Länge: 0 mm
- Anzahl der Züge: 0
- Visierlänge: 500 / 426 mm
- Der Granatwerfer hat einen Glattrohrlauf